# Пивоварна Асеновец
„Асеновец“АД е бивша пивоварна фабрика – акционерно дружество със седалище град Сливен, основано през 1910 г., прекратило производството на пиво през 1927-1928 г.

## История на пивоварната
Дружеството е основано в гр. Сливен през 1910 г. , с капитал 3 милиона лева. През 1921 г. дружеството набира капитал чрез емитиране на нови акции и става публично акционерно дружество.
През 1920-те години дружеството експлоатира не само пивоварната фабрика в Сливен, но и пивоварната фабрика в с. Коматево, Пловдивско. 
Сливенската фабрика се рекламира като „парна пивоварна фабрика и фабрика за изкуствен лед“. Главен майстор-пивовар е чех на име Барел. Към фабриката има постройка с два парни котела и през 1926 г. единият котел избухва и убива двама работници. 
Условията за работа са тежки и през юни 1920 г. в сливенската пивоварна фяабрика избухва стачка.
Спадът в производството на бира в България, особено след 1925 г., дължащ се на тежката акцизна политика на българското правителство, за сметка на поощряване на винарската индустрия, принуждава собствениците на пивоварни фабрики в България да образуват на 3 април 1927 г. пивоварен картел, в който влизат всички съществуващи към момента 18 фабрики, вкл. и тази в Сливен. По решение на картела се затварят 12 пивоварни фабрики, сред които и сливенската и коматевската пивоварни. Затворените фабрики спират производство и част от тях продължават да функционират само като депозитни складове за продажба на пиво на останалите 6 действащи пивоварни. Създаването на картела не успява да преодолее спада и различията и през 1931 г. пивоварния картел престава да съществува. Съгласно решението на картела от 1927 г. пивоварната фабрика „Асеновец“ преустановява производството на бира към 1928 г.
След национализацията през 1947 г. бирената фабрика се използва като административна сграда на Т.П. „Хранителни стоки“ – гр. Сливен.